# The Best of Jethro Tull – The Anniversary Collection
The Best of Jethro Tull – The Anniversary Collection är ett samlingsalbum med Jethro Tull, utgivet som en dubbel-CD av skivbolaget Chrysalis Records 1993. Albumet innehåller några av bandets största hits från 1968 till 1991.

## Låtlista
CD 1
1. "A Song for Jeffrey" – 3:19
2. "Beggar's Farm" (Ian Anderson/Mick Abrahams) – 4:19
3. "A Christmas Song" – 3:07
4. "A New Day Yesterday" – 4:09
5. "Bourée" (instrumental) (Johan Sebastian Bach) – 3:46
6. "Nothing Is Easy" – 4:23
7. "Living in the Past" – 3:21
8. "To Cry You a Song" – 6:15
9. "Teacher" – 4:01
10. "Sweet Dream" – 4:02
11. "Cross-Eyed Mary" – 4:09
12. "Mother Goose" – 3:53
13. "Aqualung" (Ian Anderson/Jennie Anderson) – 6:36
14. "Locomotive Breath" – 4:25
15. "Life Is a Long Song" – 3:19
16. "Thick as a Brick" – 3:02
17. "A Passion Play" – 3:47
18. "Skating Away on the Thin Ice of the New Day" – 3:52
19. "Bungle in the Jungle" – 3:39

CD 2
1. "Minstrel in the Gallery" – 6:10
2. "Too Old to Rock 'n' Roll: Too Young to Die" – 5:40
3. "Songs from the Wood" – 4:54
4. "Jack-in-the-Green" – 2:30
5. "The Whistler" – 3:32
6. "Heavy Horses" – 8:57
7. "Dun Ringill" – 2:41
8. "Fylingdale Flyer" – 4:32
9. "Jack-a-Lynn" – 4:42
10. "Pussy Willow" – 3:53
11. "Broadsword" – 4:59
12. "Under Wraps II" – 2:14
13. "Steel Monkey" – 3:34
14. "Farm on the Freeway" – 6:28
15. "Jump Start" – 4:53
16. "Kissing Willie" – 3:31
17. "This Is Not Love" – 3:54

## Medverkande
Musiker (Jethro Tull, CD 1)
- Ian Anderson – flöjt, balalaika, mandolin, hammondorgel, akustisk gitarr, sång
- Mick Abrahams – elektrisk gitarr (spår 1, 2)
- Clive Bunker – trummor, klockspel, percussion (spår 1 – 14)
- Glenn Cornick – basgitarr, hammondorgel (spår 1 – 10)
- Martin Barre – elektrisk gitarr (spår 4 – 19)
- Jeffrey Hammond-Hammond – basgitarr (spår 11 – 19)
- Barriemore Barlow – trummor (spår 15 – 19)
- David Palmer – arrangement, dirigent (spår 3, 10, 17 – 19)

Musiker (Jethro Tull, CD 2)
- Ian Anderson – flöjt, balalaika, hammondorgel, akustisk gitarr, sång
- Jeffrey Hammond-Hammond – basgitarr (spår 1)
- Martin Barre – elektrisk gitar (spår 1 – 17)
- Barriemore Barlow – trummor (spår 1 – 7)
- John Glascock – basgitarr, sång (spår 2 – 7)
- David Palmer – arrangement, dirigent (spår 1 – 7)
- Dave Pegg – basgitarr, mandolin, sång (spår 8 – 17)
- Mark Craney – trummor (spår 8)
- Gerry Conway – trummor, percussion (spår 9 – 11, 15)
- Peter-John Vettese – keyboard, piano, synthesizer (spår 9 – 12)
- Doane Perry – trummor (spår 12, 14, 16, 17)
- Maartin Allcock – keyboard (spår 16)
- Andrew Giddings – keyboard (spår 17)

Bidragande musiker
- Lou Toby – arrangement, dirigent (CD 1, spår 7)
- Maddy Prior – bakgrundssång (CD 2, spår 2)
- Darryl Way – violin (CD 2, spår 6)
- Eddie Jobson – keyboards, elektrisk violin, (CD 2, spår 8)

Produktion
- Musikproducent: Ian Anderson (CD 1: spår 4 – 6, 8, 11 – 19, CD 2: spår 1 – 9, 12 – 17), Jethro Tull (CD 1: spår 1 – 3, 7, 9, 10), Paul Samwell-Smith (CD 2: spår 10, 11), Robin Black (CD 2: 7, 8), Terry Ellis (CD 1: 1 – 7, 9 – 14)
- Omslag: Zarkowski Designs